# جواو باولو لازارو لوكاس
جواو باولو لازارو لوكاس (15 يناير 1996 بألمادا في البرتغال - ) هو لاعب كرة قدم برتغالي في مركز الدفاع.

## وصلات خارجية
- جواو باولو لازارو لوكاس على موقع قاعدة بيانات كرة القدم.إي يو (الإنجليزية)
- جواو باولو لازارو لوكاس على موقع Soccerway.com (الإنجليزية)